# Bordschomi-Tal

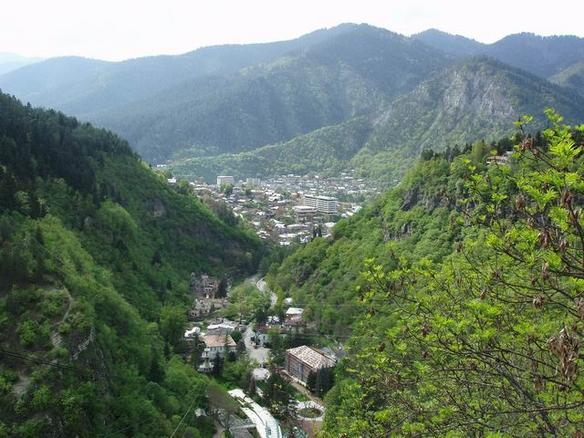
Borjomi-Tal in der Nähe der Stadt Bordschomi

Das Bordschomi-Tal (georgisch ბორჯომის ხეობა oder borjomis kheoba, auch Mtkwari-Schlucht) ist eine 60 km lange Schlucht in der Munizipalität Bordschomi, die sich zwischen den Dörfern Atskuri im Südwesten und Taschiskara im Nordosten erstreckt.

## Geschichte
Das historisch-geografische Bordschomi-Tal erstreckt sich über ein größeres Gebiet. Der Name „Bordschomi-Tal“ taucht erstmals 1819 in einem Dokument auf. Zuvor hieß es Sadgeri-Tal (ab dem 15. Jahrhundert) und umfasste die Täler Mtkwari (von Taschiskari bis Atskuri), Sadgeri (einschließlich des Dorfes Sadgeri bis Zaghver-Kimotesubani und Tor-Bakuriani) und Gujarati. Archäologische Forschungen und Erkundungen bestätigen die Existenz primitiver Völker im Bordschomi-Tal. Im 2.–4. Jahrhundert wurde hier das Fürstentum Tori gegründet, das bis zum 15. Jahrhundert Tori-Region hieß. Im 15. Jahrhundert wurde hier die Adelsfamilie Awalishvili (Saavalishvilo) gegründet. Ende des 15. Jahrhunderts wurde das Bordschomi-Tal zusammen mit Samzche-Saathabago vom Osmanischen Reich annektiert. Ein Teil der Bevölkerung starb im Kampf mit dem Feind, während der Rest nach Zemo Kartli und Imeretien floh.
Gegen Ende des 18. Jahrhunderts war das Bordschomi-Tal völlig verlassen. Die hier vorhandenen materiellen Kulturdenkmäler wurden zerstört, viele sogar vollständig. Nach der Auflösung der Festung Achalziche und der Vertreibung der türkischen Invasoren aus Samzche-Saathabago (1829) begann die Neubesiedlung des Bordschomi-Tals. In den 1850er und 1860er Jahren zogen 205 Familien aus Ober-Imeretien und Ober-Kartlien ins Bordschomi-Tal. Später ließen sich auch ukrainische und griechische Siedler hier nieder. 1871 wurde das Bordschomi-Tal zum Fürstensitz des Großfürsten Michail Nikolajewitsch Romanow. Von da an verschlechterte sich die Lage der lokalen Bauernschaft, worauf 1899 die Bauernaufstände von Zaghveri und Kimotesubani folgten. Am 7. März 1918 erklärte der Sejm von Transkaukasien das Bordschomi-Tal zum Staatseigentum. Nach der Errichtung der Sowjetmacht wurde das Bordschomi-Tal per Dekret vom 20. Mai 1921 zum Erholungsort von staatlicher Bedeutung erklärt.

## Geographie
Die Hänge der Schlucht werden von den Meschetien- und Trialeti-Gebirgsketten gebildet. Die Bordschomi-Schlucht verbindet das Achalziche-Becken mit dem Schida-Kartlien-Becken. Es handelt sich um eine genetisch tektonisch-erosive tiefe (1300–1500 m) zergliederte Schlucht, die 710–900 m über dem Meeresspiegel liegt. Sie besteht aus stark gefalteten paläogenen, hauptsächlich andesitischen Tuffbrekzien und Flysch-Abfolgen. Das Ende des Bakuriani-Lavastroms erreicht das rechte Ufer des Mtkwari-Flusses in der Nähe der Stadt Bordschomi.
Die terrassierten Bereiche der Bordschomi-Schlucht werden von steilen, engen Tälern abgelöst. Die Hänge der Schlucht sind mit Schluchten übersät. Es gibt viele Erdrutsche und freiliegende Felsen. Die Bordschomi-Schlucht ist reich an Grundwasser und Quellen, darunter viele Mineralquellen. Ein großer Teil der linken Seite der Schlucht wird vom staatlichen Naturschutzgebiet Bordschomi eingenommen.
Das milde Bergklima und die einzigartigen Heilquellen schaffen günstige natürliche Bedingungen für die Kurlandwirtschaft. Wichtige klimatische und balneologische Kurorte in der Schlucht und Umgebung sind: Bordschomi, Bakuriani, Achaldaba, Zaghveri, Zichisdschwari, Zemi, Tba und andere.

## Verkehr
Eine elektrifizierte Eisenbahn und eine Autobahn verlaufen durch die Bordschomi-Schlucht.